# Misgomyces dyschirii
Misgomyces dyschirii är en svampart som beskrevs av Thaxt. 1900. Misgomyces dyschirii ingår i släktet Misgomyces och familjen Laboulbeniaceae.  Arten är reproducerande i Sverige. Inga underarter finns listade i Catalogue of Life.